# Steve Douglas
Steven Douglas Kreisman (24 de setembro de 1938 - 19 de abril de 1993) era um músico americano de saxofonista e músico que nasceu em 24 de setembro de 1938 e morreu em 19 de 1993. Steve trabalhou como músico do estúdio Los Angeles e trabalhou com Phil Spector, Brian Wilson, The Beach Boys e Duane Eddy.
Douglas pode frequentemente ser ouvido em gravações com Bob Dylan, Ramones, Elvis Presley, Willy DeVille, Duane Eddy e muitos outros. Produziu o álbum Le Chat Bleu de Mink De Ville e trabalhou como produtor musical.
19 de abril de 1993, durante o aquecimento com Ry Cooder, morreu de insuficiência cardíaca aos 54 anos e Steve Douglas morreu.
Em 2003, Douglas foi incluído no Hall da Fama do Rock and Roll.

## Discografia

### Como Líder
- Twist with Steve Douglas and the Rebels, 1962
- Hot Sax, 1990

### Como ajudante
- The Beach Boys: Pet Sounds; 15 Big Ones; Keepin' the Summer Alive
- Bob Dylan: Street Legal; Bob Dylan at Budokan; Shot of Love; Knocked Out Loaded
- Duane Eddy: Have 'Twangy' Guitar Will Travel
- Sammy Hagar: Street Machine
- Mink DeVille: Cabretta; Return to Magenta; Le Chat Bleu
- The Ramones: End of the Century